# Кондрица (река)
Кондрица — река в России, протекает по границе Ивановской и Нижегородской областей. Левый приток реки Сезух. Исток реки в торфяных болотах на юго-западе Чкаловского района Нижегородской области. Не судоходна.